# Ostwald, Bas-Rhin
Ostwald är en kommun i departementet Bas-Rhin i regionen Grand Est (tidigare regionen Alsace) i nordöstra Frankrike. Kommunen ligger i kantonen Illkirch-Graffenstaden som tillhör arrondissementet Strasbourg-Campagne. År 2022 hade Ostwald 13 492 invånare.

## Befolkningsutveckling
Antalet invånare i kommunen Ostwald
| Referens: INSEE |